# Torre Lúgano
La Torre Lúgano es un rascacielos de 158 metros ubicado en Benidorm, Alicante (España). Posee 43 plantas destinadas a uso residencial, siendo en la actualidad el tercer edificio más alto de la ciudad alicantina tras el Intempo, con 200 metros, y el Gran Hotel Bali, con 186 metros. El inmueble alberga 204 viviendas y fue finalizado en 2007. A fecha de enero de 2016, es el segundo edificio residencial activo más alto de España, por debajo del Intempo y por encima del Neguri Gane.
El rascacielos se encuentra ubicado en el Rincón de Loix, a 600 metros de la Playa de Levante de Benidorm. Esta torre, pese a no ser la de mayor altura, supone la cumbre del skyline de Benidorm, al estar asentada la torre a 82 metros sobre el nivel del mar, en las faldas de Sierra Helada, alcanzando la cota de 237 metros, lo cual permite obtener excelentes vistas de la bahía de Benidorm.

## Estructura
La torre está destinada a viviendas, cuenta con un total de 50 plantas construidas (forjados), de las cuales 42 corresponden a viviendas, 6 a garajes, una de planta baja, y otra en la parte superior (destinadas a elementos técnicos).
La entrada al edificio se sitúa en la planta -6, y los áticos en la planta 42, existiendo 48 plantas de diferencia entre la entrada a nivel de la calle Pekín, y la vivienda más alta. Esto se debe a que las 6 plantas de garaje no son subterráneas, sino que están por encima del nivel de la calle.
La estructura fue calculada y diseñada en hormigón armado por el estudio de ingeniería Florentino Regalado & Asociados. La estructura del edificio está proyectada con pantallas de hormigón armado que soportan una resistencia característica de 40 MPa. La planta del edificio tiene forma de punta de flecha de dimensiones 48x13 metros, la esbeltez global varía entre 7 y 12 dependiendo de la base de la flecha que se tome. La cimentación de la Torre se ha solucionado con una losa maciza de 2,30 m de espesor encastrada en los estratos rocosos del terreno.

## Detalles
Es un edificio residencial formado por 204 viviendas, con piscina, club social, gimnasio, pista de pádel, jardín y zonas infantiles. La torre está ubicada en una parcela de 59.901 metros cuadrados. De ellos, un total de 37.904 metros cuadrados van destinados a zona de jardín libre y 15.397 metros cuadrados a zona ajardinada de uso privado de la promoción.
La torre tiene 6 plantas con viviendas especiales, que tienen unos techos más altos de lo habitual (hasta 3.5 metros), y terrazas mucho más grandes.
Las obras finalizaron en junio de 2007. Los pisos de Torre Lugano fueron entregados en junio de 2008, con un año y medio de retraso.

## Críticas
Tras su construcción, los promotores del edificio fueron demandados por una serie de deficiencias en las calidades y acabados del edificio, así como problemas serios que impedían la correcta habitabilidad del edificio, como la falta de presión para que el agua llegara a las últimas plantas, inundaciones en los garajes, roturas y fugas de agua en las viviendas con las consiguientes inundaciones, o numerosas humedades. La comunidad de propietarios de Torre Lúgano exigió a Bankia Habitat (inmobiliaria de Bankia, que sucedió a Bancaja) una indemnización de 28,2 millones de euros alegando vicios en la construcción; cantidad que, según documentos de la entidad, supera los costes de construcción del edificio. Entre otros asuntos, denuncian que en vez enlucir la fachada con cemento blanco, el rascacielos está pintado de blanco o que no existe el ascensor panorámico proyectado, lo que permitió al promotor ganar espacio y construir más viviendas. Finalmente, en 2014, retiraron la demanda a cambio de que la comunidad reciba finalmente del promotor 890.000 euros y de que la empresa libere otros más de 600.000 que iba consignando notarialmente para afrontar los gastos comunitarios generados por la propiedad de los apartamentos que todavía no ha vendido. Actualmente el funcionamiento del edificio prácticamente está normalizado y va recuperando poco a poco el estado que debió haber presentado desde el principio.
En 2010, The Wall Street Journal se hizo eco de estos sucesos para poner de manifiesto la crisis inmobiliaria española, poniendo la Torre Lúgano como la punta de lanza al decir que era «ejemplo de 140 metros de la distancia entre los sueños recientes de gloria económica y la dura nueva realidad».

## Galería de imágenes

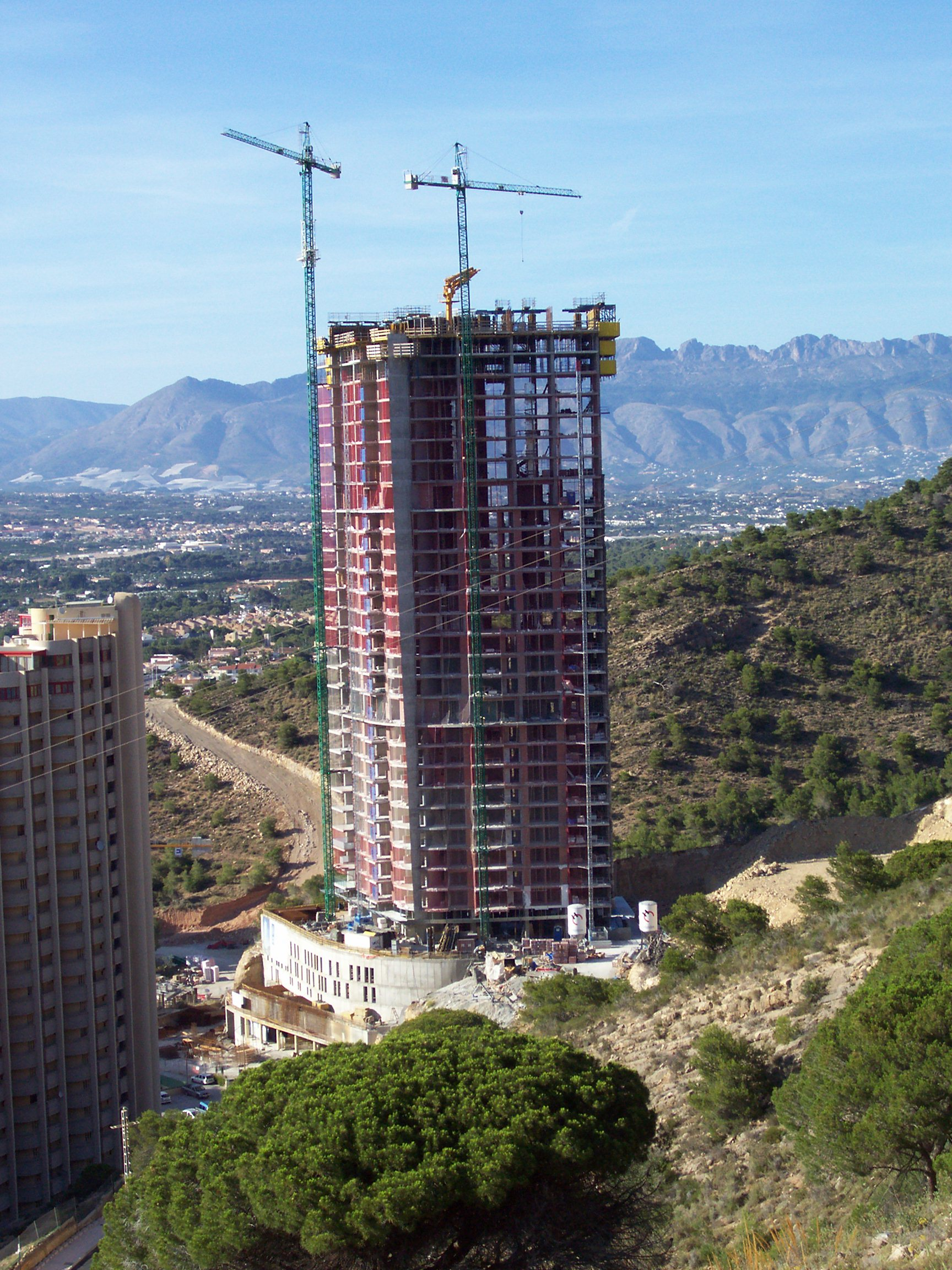
La torre durante su construcción.
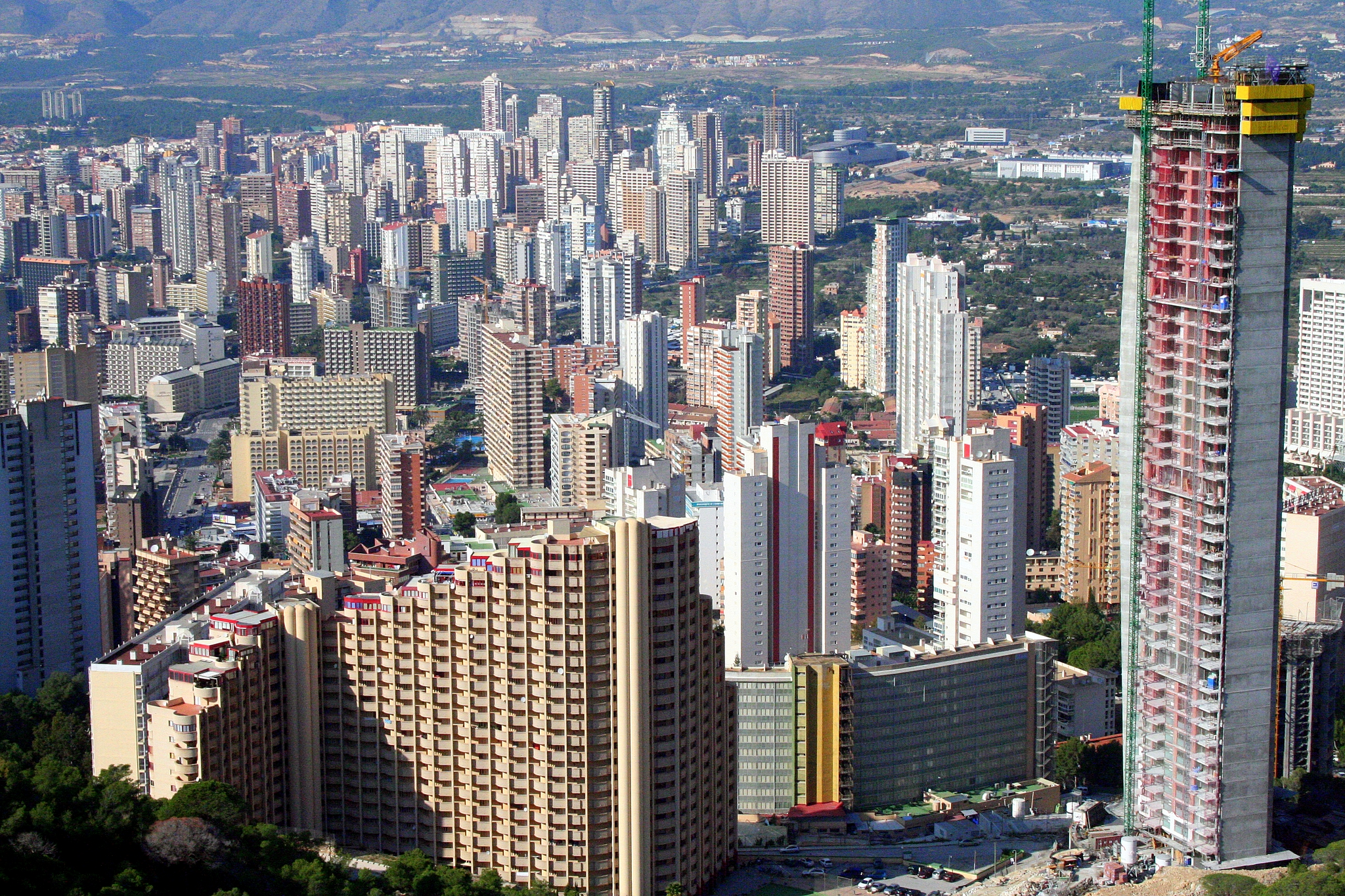
Desde Sierra Helada, en construcción
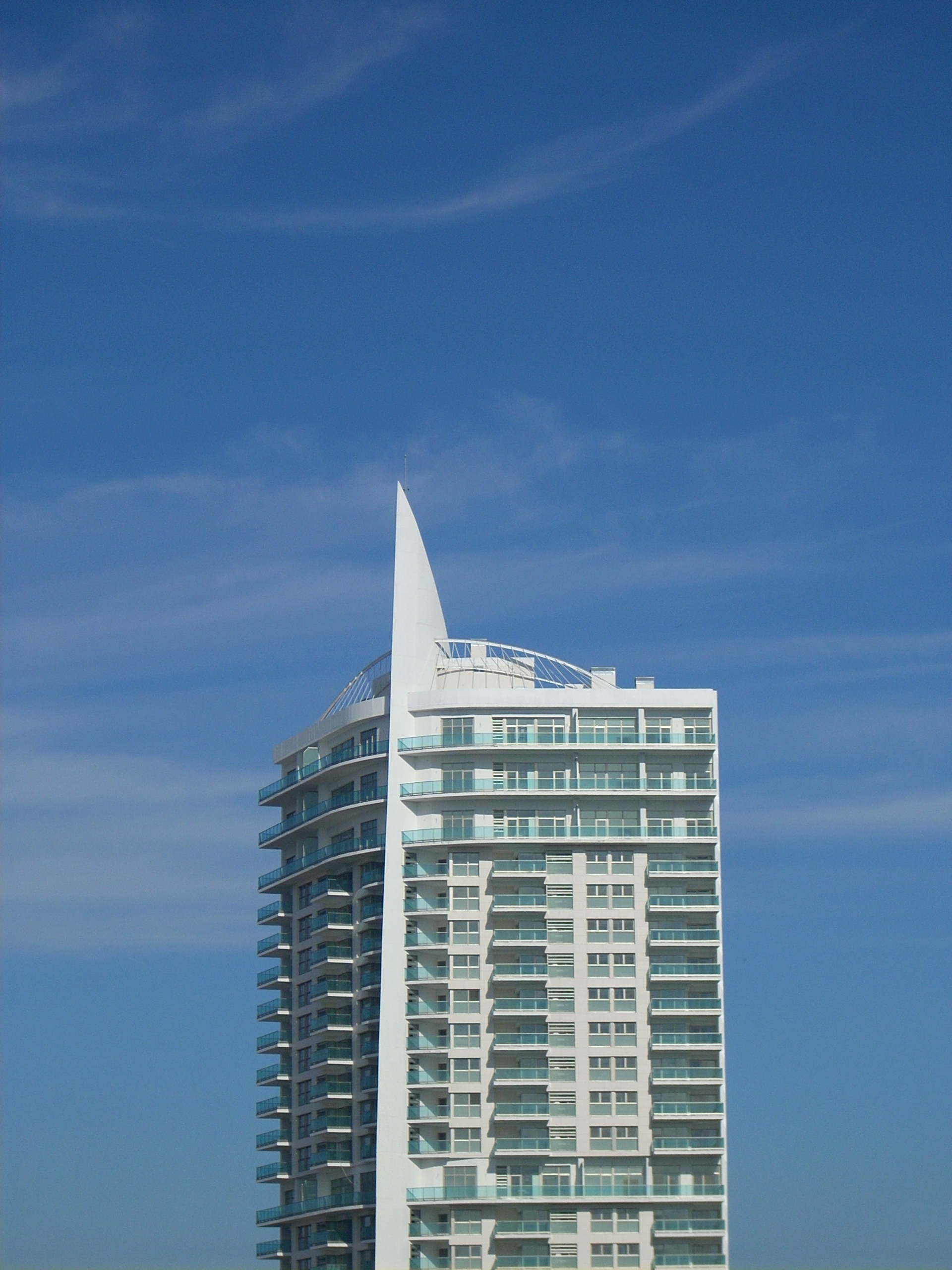
Parte superior.
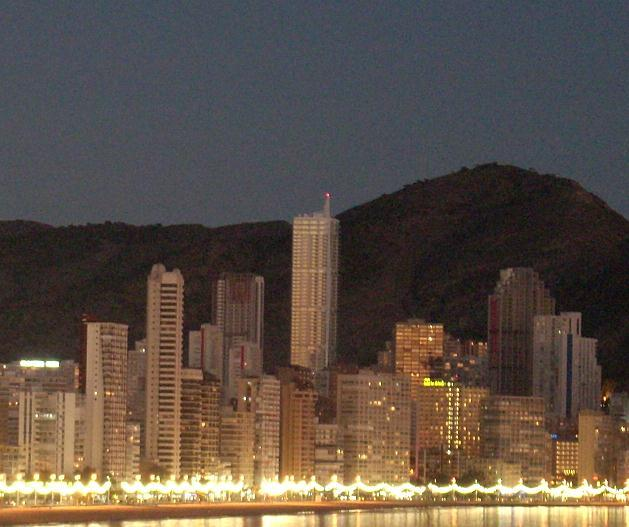
El rascacielos integrado en la ciudad.
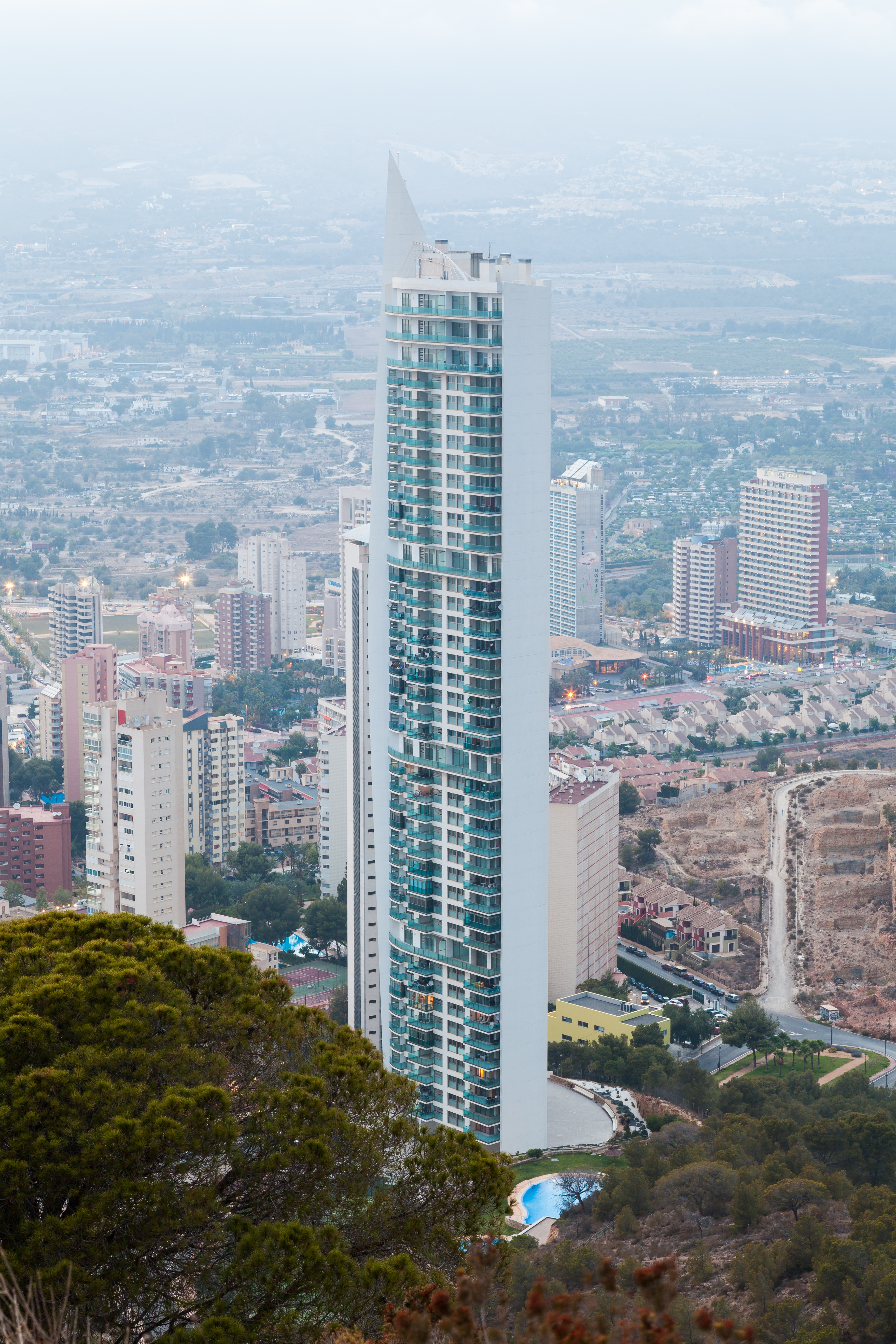
Vista lateral.
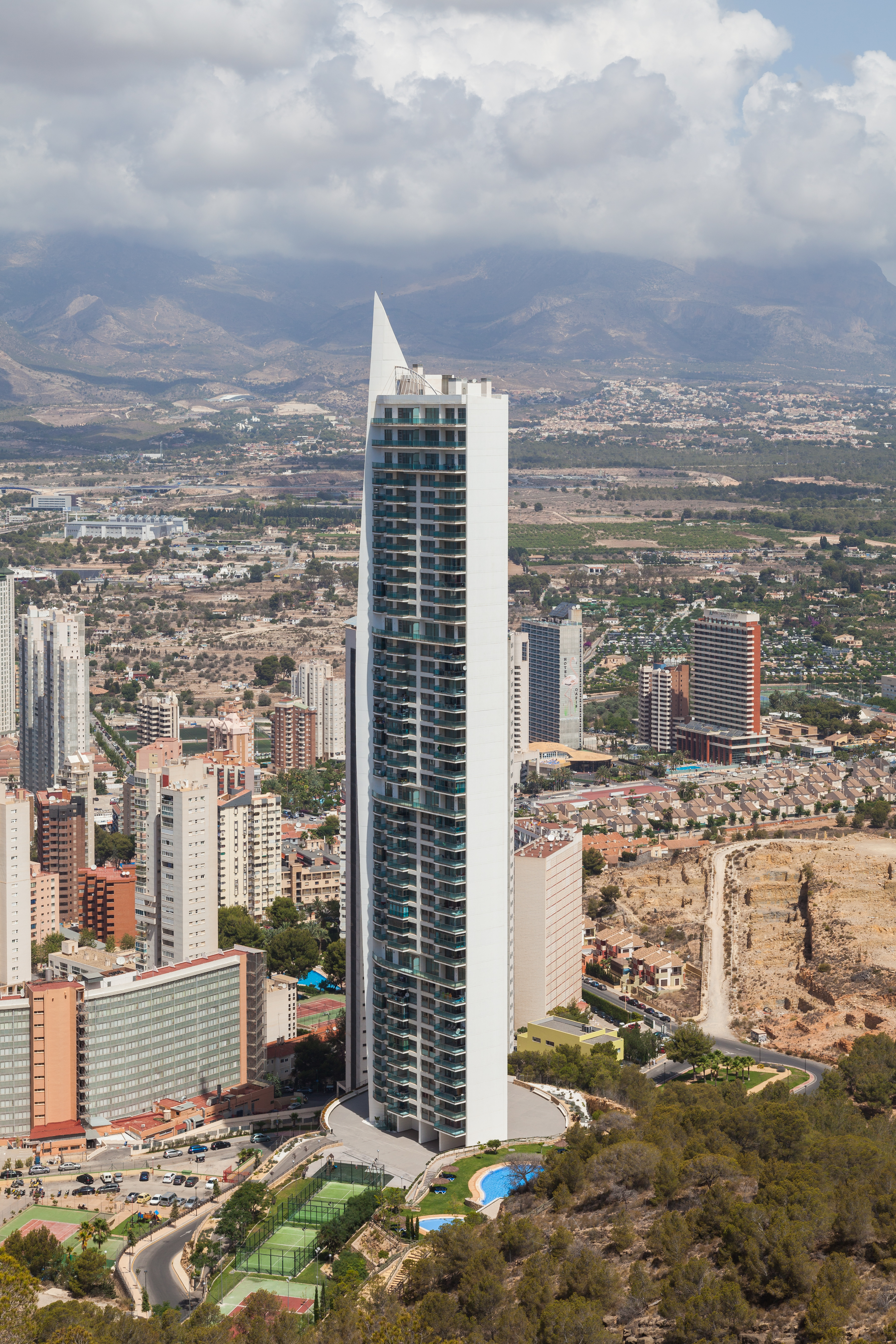
Instalaciones.